# Pasir Nunggul
Pasir Nunggul is een bestuurslaag in het regentschap Aceh Tenggara van de provincie Atjeh, Indonesië. Pasir Nunggul telt 312 inwoners (volkstelling 2010).